# Machimus richterae
Machimus richterae är en tvåvingeart som beskrevs av Pavel Lehr 1981. Machimus richterae ingår i släktet Machimus och familjen rovflugor.
Artens utbredningsområde är Armenien. Inga underarter finns listade i Catalogue of Life.